# Bảo tàng Hàng thủ công cũ ở Stary Młyn ở Żarki
Bảo tàng Hàng thủ công cũ ở Stary Młyn ở Żarki (tiếng Ba Lan: Muzeum Dawnych Rzemiosł w Starym Młynie w Żarkach) là một bảo tàng tọa lạc tại số 5 Phố Ofiar Katynia, Żarki, Ba Lan. 

## Lược sử hình thành
Bảo tàng Hàng thủ công cũ ở Stary Młyn ở Żarki được thành lập vào ngày 2 tháng 8 năm 2015. Trụ sở của Bảo tàng là tòa nhà trước đây từng là một nhà máy điện ở Phố Nạn nhân của Katyn, được xây dựng vào cuối thập niên 1920 và đầu thập niên 1930. Dự án chuyển đổi nhà máy cũ thành một viện bảo tàng được kiến trúc sư Tomasz Ulman đảm nhận. Trong các năm 2013-2015, theo khởi xướng của thị trưởng Żarek Klemens Podlejski và với sự tài trợ từ quỹ của Liên minh Châu Âu, nhà máy điện từng tồn tại trước đây đã được cải tạo và chuyển đổi thành Bảo tàng Hàng thủ công cũ.

## Triển lãm
Bộ sưu tập của Bảo tàng Hàng thủ công cũ ở Stary Młyn ở Żarki hiện đang bao gồm các triển lãm sau: 
- Tầng trệt trưng bày các thiết bị từng được sử dụng trong nhà máy điện.
- Ở tầng đầu tiên, bên cạnh các vật triển lãm, khách tham quan có thể lắng nghe các bài thuyết trình đa phương tiện giới thiệu các nghề thủ công ở Żarki.
- Trên gác lửng, du khách có thể nghe những đoạn ghi âm các câu chuyện được cư dân Żarki kể lại và xem các hình ảnh của Piotr Steinkeller.[4]